# 斎藤礼三
斎藤 礼三（さいとう れいぞう、1874年（明治7年）2月15日 - 没年不詳）は、台湾総督府官僚。朝鮮総督府官僚。弁護士。

## 経歴
熊本県出身。1901年（明治34年）に東京帝国大学法科大学独法科を卒業。台湾総督府事務官・警視、統監府書記官、朝鮮総督府事務官、忠清北道第一部長、京城府尹、咸鏡北道知事などを歴任した。
退官後は弁護士を開業した。